# Fuerza Aérea del Ejército Popular de Liberación
La Fuerza Aérea del Ejército Popular de Liberación (en chino tradicional, 中國人民解放軍空軍; en chino simplificado, 中国人民解放军空军; pinyin, Zhōngguó Rénmín Jiěfàngjūn Kōngjūn) o PLAAF (en inglés: People's Liberation Army Air Force) es la fuerza aérea del Ejército Popular de Liberación, principal componente militar de la República Popular China. Está compuesta aproximadamente por 400 000 hombres y alrededor de 2500 a 3100 aeronaves, haciéndola la fuerza aérea más grande de Asia y la segunda  más grande del mundo detrás de la Fuerza Aérea de los Estados Unidos y delante de la Fuerza Aérea de Rusia.

## Historia
Aunque el 8.º Ejército de Ruta (predecesor del Ejército Popular de Liberación) había operado unas pocas aeronaves desde la segunda guerra sino-japonesa, la primera arma aérea organizada de EPL fue la “Agrupación Aérea Nanyuan”, formado en el verano de 1949 con alrededor de cuarenta aparatos ex-nacionalistas y era responsable de la defensa del espacio aéreo de la que pronto sería la nueva capital de China, Pekín. 
La Unión Soviética ayudó a fundar la nueva fuerza aérea el 11 de noviembre de 1949, poco después de establecida la República Popular China y comenzó a proveer aeronaves a la misma para 1951. La producción de tecnología comenzó dos años después. Los soviéticos también se involucraron en el entrenamiento de los nuevos pilotos. Instructores rusos entrenaron a las nuevas tripulaciones en tácticas de combate soviéticas. Estos nuevos pilotos tomaron parte, hasta cierto grado, en la guerra de Corea, donde junto con sus colegas rusos se enfrentaron a los aviones americanos. 
Para 1956, China, ya ensamblaba sus propios aviones, pero inicialmente fueron copias de modelos soviéticos. El primero fue el J-2 (copia local del MiG-15); algunos observadores occidentales se refieren a la variante mejorada MiG-15bis como J-4, pero esa designación nunca fue usada en la PLAAF. Para 1958, el incremento de la cooperación con los soviéticos le permitió a los chinos comenzar la producción del J-5 (MiG-17) y del J-6 (MiG-19) bajo licencia. 
La década de 1960 demostró ser un periodo de dificultades para la PLAAF. Esto fue consecuencia de la Ruptura Chino-Soviética y la consecuente retirada de la ayuda soviética sin la cual, la industria aeronáutica china estuvo a punto de colapsar. La actividad declinó marcadamente durante 1963, debido en gran parte a la alta prioridad dada al programa de misiles y armas nucleares. La industria aérea comenzó a recuperarse para 1965, tiempo en el que China comenzó a proveer a las fuerzas de Vietnam del Norte con J-2, J-4, J-5 y algunos J-6 al comienzo de la guerra de Vietnam. Los 60 también fueron testigos del primer diseño chino, denominado J-8.

## Inventario de aeronaves
| Avión                              | Imagen           | Origen           | Tipo                       | Versiones              | Número en servicio | Comentarios                                 |
| Avión de combate                   | Avión de combate | Avión de combate | Avión de combate           | Avión de combate       | Avión de combate   | Avión de combate                            |
| ---------------------------------- | ---------------- | ---------------- | -------------------------- | ---------------------- | ------------------ | ------------------------------------------- |
| Chengdu J-20                       |                  | China            | Caza polivalente furtivo   | J-20AJ-20BJ-20S        | 230                | La versión J20S sigue en fase experimental. |
| Shenyang J-16                      |                  | China            | Caza polivalente           | J-16J-16D              | 30028              |                                             |
| Shenyang J-11                      |                  | China            | Caza polivalente           | J-11AJ-11BJ-11BSJ-11BG | 240                |                                             |
| Chengdu J-10                       |                  | China            | Caza polivalente           | J-10AJ-10BJ-10CJ-10S   | 603                | Estimación de enero de 2025                 |
| Shenyang J-8                       |                  | China            | Interceptor                | J-8A/B                 | 192                |                                             |
| Chengdu J-7                        |                  | China            | Caza de superioridad aérea | J-7J-7EJ-7G            | 240                | Se planea su retirada de servicio en 2025.  |
| Shenyang J-31                      |                  | China            | Caza/Interceptor           | J-31                   | 1                  | Caza experimental de 5º generación.         |
| Xian JH-7                          |                  | China            | Caza-bombardero            | JH-7JH-7AJH-7A2        | 120                |                                             |
| Sukhoi Su-35                       |                  | Rusia            | Caza de superioridad aérea | Su-35                  | 24                 | Recibidos entre 2016 y 2018.                |
| Sukhoi Su-30                       |                  | Rusia            | Caza de superioridad aérea | Su-30MKKSu-30MK2       | 7324               |                                             |
| Sukhoi Su-27                       |                  | Unión Soviética  | Caza de superioridad aérea | Su-27SKSu-27UBK        | 4332               |                                             |
| Avión de entrenamiento             |                  |                  |                            |                        |                    |                                             |
| Hongdu JL-8                        |                  | China Pakistán   | Entrenamiento              | K-8                    | 350 en servicio.   |                                             |
| Avión de transporte militar        |                  |                  |                            |                        |                    |                                             |
| Ilyushin Il-76                     |                  | Rusia            | Transporte                 | IL-76MD                | 16                 |                                             |
| Shaanxi Y-20                       |                  | China            | Transporte ligero          | Y-20                   | 73                 |                                             |
| Shaanxi Y-9                        |                  | China            | Transporte                 | Y-9                    | 32                 |                                             |
| Shaanxi Y-8                        |                  | China            | Transporte                 | Y-8                    | 59                 |                                             |
| Xian Y-7                           |                  | China            | Transporte ligero          | Y-7                    | 24                 |                                             |
| Tupolev Tu-154                     |                  | Unión Soviética  | Transporte VIP             | Tu-154M                | 4                  |                                             |
| Repostaje en vuelo                 |                  |                  |                            |                        |                    |                                             |
| Ilyushin Il-78                     |                  | Rusia            | Repostaje en vuelo         | IL-78                  | 3                  |                                             |
| Xian H-6                           |                  | China            | Repostaje en vuelo         | H-6U                   | 10                 |                                             |
| Reconocimiento                     |                  |                  |                            |                        |                    |                                             |
| KJ-2000                            |                  | China            | AWACS                      | KJ-2000                | 4                  |                                             |
| KJ-500                             |                  | China            | AEW&C                      | KJ-500                 | 24                 |                                             |
| KJ-200                             |                  | China            | AEW&C                      | KJ-200                 | 4                  |                                             |
| Helicóptero de ataque              |                  |                  |                            |                        |                    |                                             |
| CAIC WZ-10                         |                  | China            | Helicóptero de ataque      | WZ-10                  | 100                |                                             |
| Harbin Z-19                        |                  | China            | Helicóptero de ataque      | Z-19                   | 100                |                                             |
| Harbin Z-9                         |                  | China            | Helicóptero de ataque      | Z-9                    | 32 en servicio.    |                                             |
| Aérospatiale SA 342 Gazelle        |                  | Francia          | Helicóptero de ataque      | SA 342                 | 12 en servicio.    |                                             |
| Helicópteros de transporte militar |                  |                  |                            |                        |                    |                                             |
| Mil Mi-8                           |                  | Unión Soviética  | Helicóptero de transporte  | Mi-8                   | 20 en servicio.    |                                             |
| Mil Mi-17                          |                  | Unión Soviética  | Helicóptero de transporte  | Mi-17                  | 240 en servicio.   |                                             |
| HAIG Z-15                          |                  | China Francia    | Helicóptero utilitario     | Z-15                   | 6                  |                                             |
| Changhe Z-8                        |                  | China            | Helicóptero de transporte  | Z-8                    | 18                 |                                             |
| Changhe Z-11W                      |                  | China            | Helicóptero utilitario     | Z-11W                  | 46 en servicio.    |                                             |
| Eurocopter AS 532 Cougar           |                  | Francia          | Helicóptero de transporte  | AS 532                 | 6                  |                                             |